# ヴァルター・ノヴォトニー
ヴァルター・ノヴォトニー（Walter "Nowi" Nowotny, 1920年12月7日 - 1944年11月8日）は第二次世界大戦で連合軍航空機を258機撃墜したドイツ空軍のトップ・エース。愛称は「ノヴィ」。「ヴォルホフストロイの虎」の異名をとる。第二次大戦での最終階級は空軍少佐。

## 軍歴

### ドイツ空軍配属〜エースパイロット
1920年12月7日オーストリアのグミュントで生まれ、1939年10月にドイツ空軍に入隊。
当初は急降下爆撃機搭乗員を希望していたが、戦闘機搭乗員としての適性に優れていたため地元ウィーンのシュヴェヒャト戦闘航空兵学校にて戦闘機訓練を受け（一年前にはハンス・ヨアヒム・マルセイユが卒業）、1940年12月1日に第54戦闘航空団グリュン・ヘルツ(Jagdgeschwader 54 Grünherz)の錬成中隊(Ergänzungs-Staffel)に配属される。

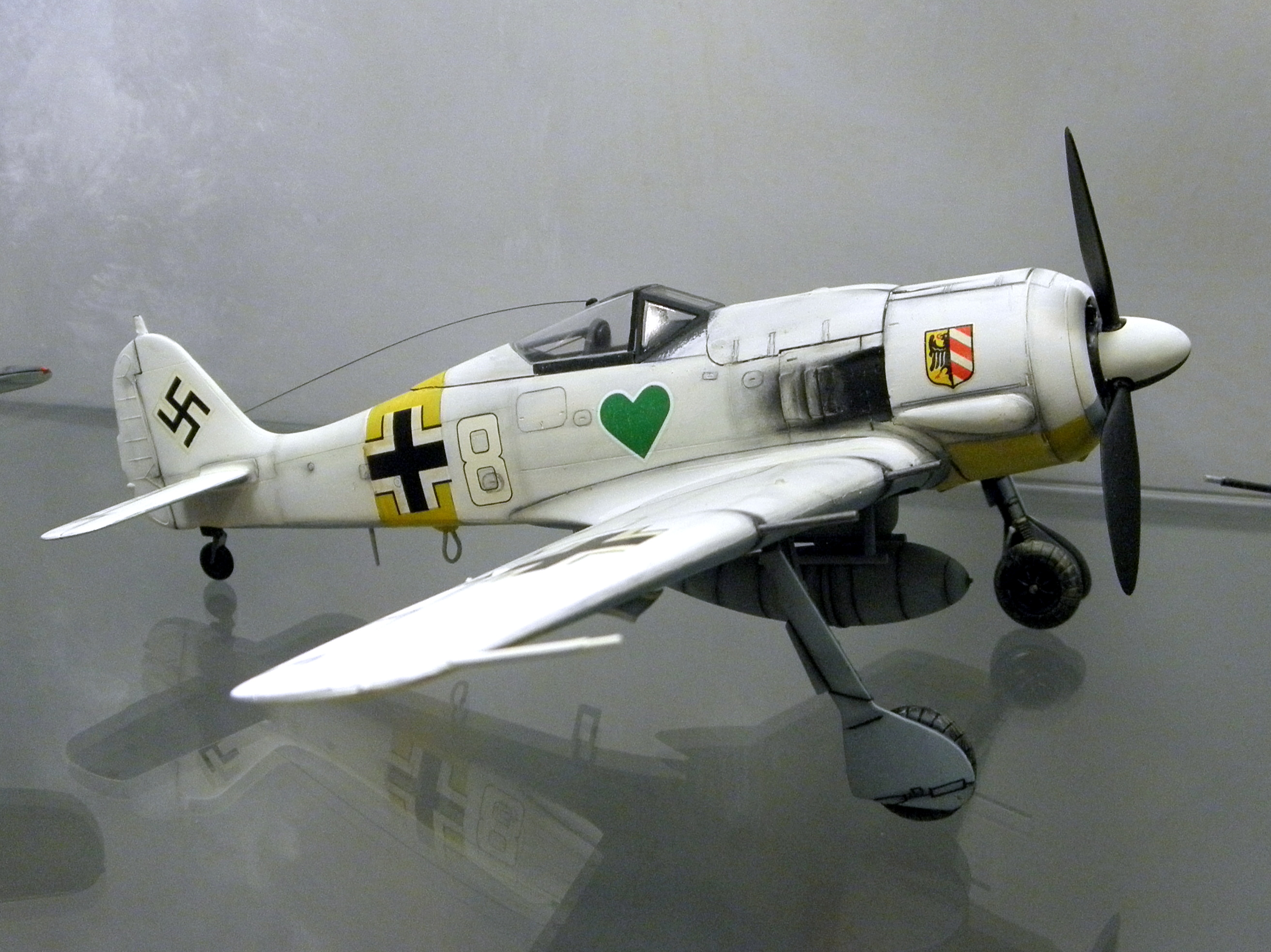
Fw190A-4 JG54時代の乗機モデル

1941年7月19日の24回目の任務でサーレマー島上空で二機のI-153を撃墜し初撃墜を記録するが、のちのソビエト空軍エースのアレクサンドゥル・ アヴデエフの攻撃により機体を損傷させ、リガ湾に不時着水し、3日間の漂流の後ラトビアの海岸に打ち寄せられることになった。
1942年2月には同航空団の第9飛行中隊に転属し、56機撃墜の功績により、騎士鉄十字章が授与された。
彼の撃墜ペースは遅かったが、1943年6月以降急激にピッチをあげ、同年10月14日は442回目の出撃で世界初の250機撃墜を達成する。
しかしその後、彼の戦死を恐れたドイツ軍は地上勤務を命じ、ここで彼の撃墜記録は一時的にストップしてしまった。

### 航空団司令就任〜戦死

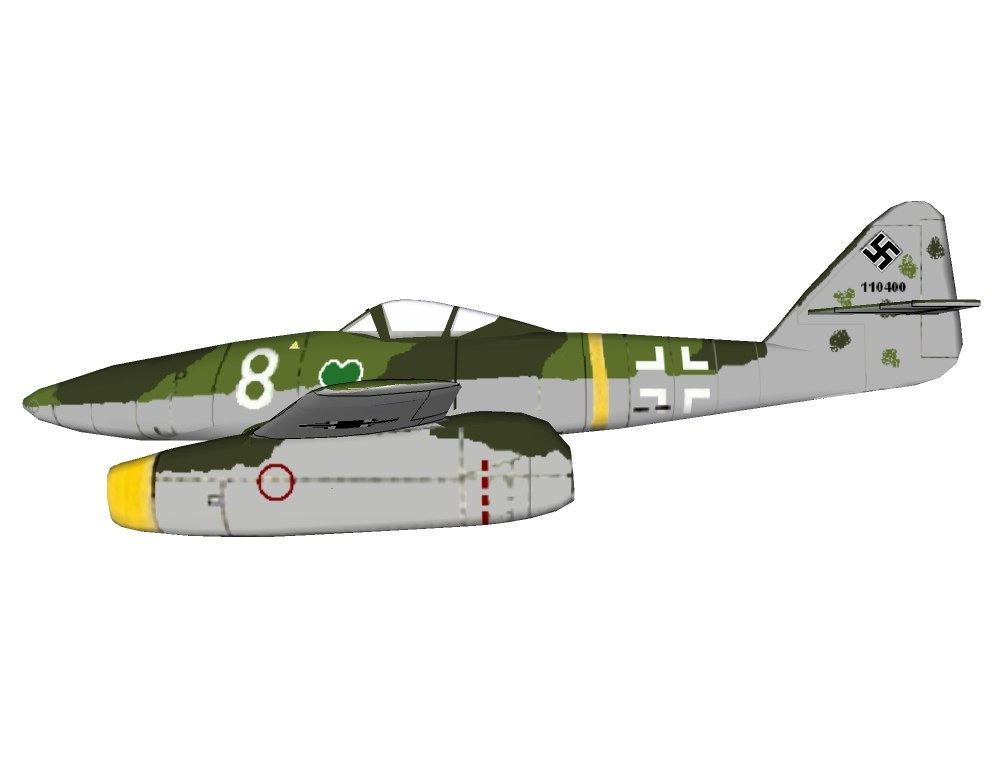
Me262A-1a ノヴォトニー乗機モデル。戦死した1944年11月8日もこの機体で出撃した。

1944年には訓練部隊の第101戦闘航空団司令を務め、ジェット戦闘機 メッサーシュミット Me262 のテスト飛行に参加。同年9月26日には初のジェット戦闘機部隊コマンド・ノヴォトニーの指揮官となり、10月7日にはB-24を一機撃墜し1年ぶりの敵機撃墜となった。

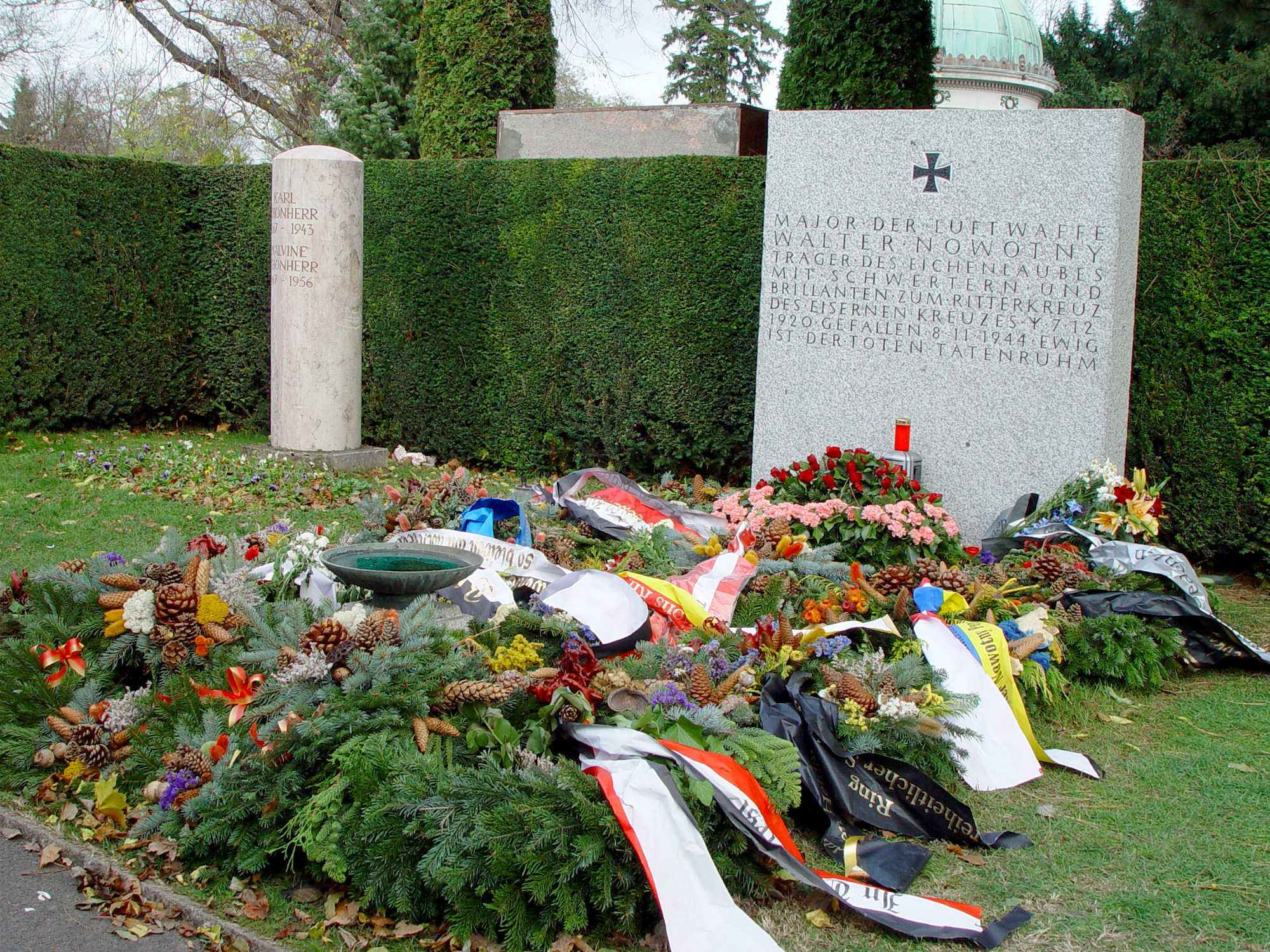
ノヴォトニーの墓碑

同年11月8日、基地にアドルフ・ガーランドが訪問している中で出撃しアッハメール上空でB-24とP-51を一機ずつ撃墜。しかしその直後乗機にエンジントラブルが発生、速度が落ちたところをアメリカ陸軍航空隊第8航空軍第364戦闘機群所属リチャード・W・スティーブンス中尉搭乗のP-51に撃墜され戦死。また友軍の対空砲火に当たり墜落したとの説もある。
ノヴォトニーの搭乗機は高速のまま墜落したために機体及び彼の遺体は完全に粉砕され、遺体については指先2本のみが回収されただけであったといわれる。国葬の後ウィーン中央墓地に埋葬され、現在は同墓地の中央区画に墓碑がある。また彼の搭乗機が墜落した地点にも慰霊碑が建てられている。

## 叙勲
- 騎士鉄十字章：1942年9月2日
- 柏葉付騎士鉄十字章：1943年9月5日
- 柏葉剣付騎士鉄十字章：1943年9月22日
- ダイヤモンド柏葉剣付騎士鉄十字章：1943年10月19日

## 文献
- Werner Held （著）、Schiffer Publishing、『German Fighter Ace Walter Nowotny』、2006年